# Nick Harmer
Nick Harmer (Bothell, 23 januari 1975), soms ook Nicholas Harmer genoemd, is vooral bekend als lid van de Amerikaanse indierockband Death Cab For Cutie. Harmer speelt sinds 1998 de basgitaar in de band. Verder speelde hij in verschillende bands, zoals Juno, Shed en Eureka Farm.
Harmer werd geboren in Duitsland waarna hij opgroeide in achtereenvolgens Japan en Puyallup in de staat Washington. Hij studeerde Engels en Drama aan de Western Washington University en was hier het hoofd van de radio-omroep.
Naast spelen in een band heeft Nick Harmer ook in enkele korte films gespeeld en als freelance journalist artikelen geschreven.
Ben Gibbard · Chris Walla · Nick Harmer · Nathan Good · Michael Schorr · Jason McGerr
Albums: You Can Play These Songs with Chords · Something About Airplanes · We Have the Facts and We're Voting Yes · The Photo Album · You Can Play These Songs with Chords (Reissue) · Transatlanticism · Plans